# Jürgen Kohler
Jürgen Kohler (Lambsheim, 6 de outubro de 1965) é um treinador e ex-futebolista alemão que atuava como zagueiro. Atualmente comanda o time Sub-19 do Viktoria Köln.

## Carreira como jogador
Começou nas categorias de base de Jahn Lambsheim e Waldhof Mannheim, profissionalizando-se em 1983 por este último, onde jogaria por quatro temporadas, despertando interesse do Köln, que o contrataria em 1987.
Na equipe da Renânia do Norte-Vestfália, atuaria em 101 jogos (marcou três gols) até 1989, quando seria contratado pelo Bayern de Munique, mostrando novamente suas habilidades como zagueiro, jogando 73 partidas e marcando sete gols.
Deixaria a Alemanha em 1991, após sua contratação por parte da Juventus. Pela Velha Senhora ganharia três títulos, sendo a Copa da UEFA de 1992–93 a conquista mais relevante.
Sua volta ao futebol alemão deu-se em 1996. Kohler assinou com o Borussia Dortmund, clube onde ganharia a maior parte de seus títulos (quatro no total). A maior conquista de Kohler por clubes foi a Copa Intercontinental de 1997, quando o Dortmund bateria o Cruzeiro por 2 a 0 (gols de Michael Zorc e Heiko Herrlich).
Depois do título da Bundesliga de 2001–02, Kohler anunciou sua aposentadoria aos 36 anos. A despedida, no entanto, não foi honrosa: levou cartão vermelho ao cometer um pênalti na decisão da Copa da UEFA (atual Liga Europa) contra o Feyenoord, que foi, ainda, a 500ª partida do zagueiro como atleta profissional.
No entanto, ele retomaria a carreira de jogador em 2009, aos 43 anos de idade, atuando em apenas um amistoso pelo Alemannia Adendorf, time que disputa a Kreisliga C (11ª divisão alemã).

## Carreira como treinador
Depois de deixou a carreira como jogador, tornou-se diretor do Bayer Leverkusen em 31 de março de 2003, deixando o posto em 29 de junho de 2004. Em 17 de dezembro de 2005, foi anunciado como treinador do Duisburg.
No dia 31 de agosto de 2006, Kohler negou uma proposta para assumir a Seleção da Costa do Marfim. Voltaria a comandar equipes em 2008, quando assinou com o Aalen, onde ficou por alguns meses, sendo afastado por problemas cardíacos. Recuperado, Kohler voltou como diretor esportivo da equipe, mas deixou o cargo em 2009.
Após um período como diretor-esportivo do Waldhof Mannheim, seu primeiro clube na carreira de jogador, Kohler voltou ao banco de reservas em 2013, assumindo o Wirges. Entre 2015 e 2016, o ex-zagueiro exerceu a função no SC Hauenstein, da quinta divisão germânica.

## Títulos

### Como jogador
Bayern de Munique
- Bundesliga: 1990–91

Juventus
- Serie A: 1994–95
- Copa da Itália: 1994–95
- Copa da UEFA: 1992–93

Borussia Dortmund
- Bundesliga: 1995–96 e 2001–02
- Liga dos Campeões da UEFA: 1996–97
- Copa Intercontinental: 1997

Seleção Alemã
- Copa do Mundo FIFA: 1990
- Eurocopa: 1996

### Prêmios individuais
- Seleção da Bundesliga: 1986–87, 1987–88, 1988–89, 1990–91, 1998–99 e 2000–01
- Seleção da Eurocopa: 1992
- Futebolista Alemão do Ano: 1997